# Quercus alvordiana
Quercus alvordiana är en bokväxtart som beskrevs av Alice Eastwood. Quercus alvordiana ingår i släktet ekar, och familjen bokväxter.
Artens utbredningsområde är Kalifornien. Inga underarter finns listade.